# Sadova Veche
Sadova Veche (niem. Altsadowa) – wieś w Rumunii, w okręgu Caraș-Severin, w gminie Slatina-Timiș. W 2011 roku liczyła 398 mieszkańców. 